# Goście (film 1972)
Goście (ang. The Visitors) – amerykański dramat obyczajowy z 1972 roku w reżyserii Elii Kazana. 
Fabuła filmu nawiązuje do wojny w Wietnamie i incydentu na wzgórzu 792. W 1972 roku obraz brał udział w konkursie głównym o nagrodę Złotej Palmy na 25. MFF w Cannes.

## Fabuła
Weteran wojny w Wietnamie – Bill, mieszka wraz ze swoją atrakcyjną partnerką i ich małym dzieckiem na odludnej farmie jej ojca. Wiodą sielski żywot dopóki pewnego dnia Billa nie odwiedzają dwaj koledzy z okresu jego służby wojskowej w Wietnamie – Mike i Tony. Tylko dziewczyna wydaje się być zaniepokojona tą wizytą, chociaż obydwaj goście zachowują się poprawnie. Bill wkrótce wyjawia jej, że przeciwko jednemu z jego kolegów (Mike'mu) zeznawał kilka lat wcześniej przed trybunałem wojskowym w sprawie o uprowadzenie i zabójstwo wietnamskiej dziewczyny. Wraz z upływem czasu i wypitym alkoholem poprawność gości znika i pod wieczór Bill zostaje przez Mike'a ciężko pobity, a jego dziewczyna pada ofiarą gwałtu obydwu "gości". 

## Obsada aktorska
- Patrick McVey – Harry Wayne
- Patricia Joyce – Martha Wayne
- James Woods – Bill Schmidt
- Steve Railsback – Mike Nickerson
- Chico Martínez – Tony Rodrigues

i inni. 